# Brendan Guhle
Brendan Guhle, född 29 juli 1997 i Edmonton, Alberta är en kanadensisk professionell ishockeyback som spelar för Anaheim Ducks i NHL.
Han har tidigare spelat för Buffalo Sabres i NHL; Rochester Americans i AHL samt Prince Albert Raiders och Prince George Cougars i WHL.
Han är äldre bror till Kaiden Guhle, som själv spelar i NHL.

## Spelarkarriär

### NHL

#### Buffalo Sabres
Guhle draftades i andra rundan i 2015 års draft av Buffalo Sabres som 51:a spelare totalt.
Han skrev på sitt treåriga entry level-kontrakt med Sabres den 28 juli 2015, till ett värde av 2,775 miljoner dollar. Kontraktet börjar gälla först efter nio spelade NHL-matcher, som Guhle uppnådde säsongen 2017–18 vilket betyder att hans kontrakt löper över säsongen 2019–20.
Guhle spelade 23 matcher för Sabres och gjorde 5 poäng, mellan 2016 och 2019.

#### Anaheim Ducks
Den 25 februari 2019 tradades han tillsammans med ett draftval i första rundan 2019 till Anaheim Ducks, i utbyte mot Brandon Montour.

## Statistik
| 2009–2010  | Grande Prairie Storm  | AMBHL      | 5   | 0  | 0  | 0  | 0   | —  | — | — | — | —  |
| 2010–2011  | Grande Prairie Storm  | AMBHL      | 33  | 3  | 11 | 14 | 46  | —  | — | — | — | —  |
| 2011–2012  | Sherwood Park Flyers  | AMBHL      | 32  | 9  | 15 | 24 | 30  | —  | — | — | — | —  |
|            | Sherwood Park Squires | AMMHL      | 8   | 1  | 1  | 2  | 4   | —  | — | — | — | —  |
| 2012–2013  | Sherwood Park Kings   | AMHL       | 32  | 3  | 8  | 11 | 34  | 9  | 1 | 4 | 5 | 10 |
| 2013–2014  | Prince Albert Raiders | WHL        | 51  | 0  | 10 | 10 | 29  | 5  | 1 | 1 | 2 | 0  |
| 2014–2015  | Prince Albert Raiders | WHL        | 72  | 5  | 27 | 32 | 36  | —  | — | — | — | —  |
| 2015–2016  | Prince Albert Raiders | WHL        | 63  | 10 | 18 | 28 | 53  | 5  | 0 | 3 | 3 | 6  |
|            | Rochester Americans   | AHL        | 6   | 1  | 3  | 4  | 0   | —  | — | — | — | —  |
| 2016–2017  | Buffalo Sabres        | NHL        | 3   | 0  | 0  | 0  | 0   | —  | — | — | — | —  |
|            | Prince Albert Raiders | WHL        | 15  | 2  | 2  | 4  | 10  | —  | — | — | — | —  |
|            | Prince George Cougars | WHL        | 32  | 13 | 16 | 29 | 22  | 6  | 0 | 6 | 6 | 4  |
|            | Rochester Americans   | AHL        | 6   | 1  | 1  | 2  | 2   | —  | — | — | — | —  |
| 2017–2018  | Buffalo Sabres        | NHL        | 18  | 0  | 5  | 5  | 10  | —  | — | — | — | —  |
|            | Rochester Americans   | AHL        | 50  | 8  | 18 | 26 | 26  | 3  | 0 | 0 | 0 | 2  |
| 2018–2019  | Buffalo Sabres        | NHL        | 2   | 0  | 0  | 0  | 2   | —  | — | — | — | —  |
|            | Rochester Americans   | AHL        | 50  | 5  | 22 | 27 | 34  | —  | — | — | — | —  |
|            | Anaheim Ducks         | NHL        | 5   | 0  | 1  | 1  | 2   | —  | — | — | — | —  |
| NHL totalt | NHL totalt            | NHL totalt | 28  | 0  | 6  | 6  | 14  | —  | — | — | — | —  |
| AHL totalt | AHL totalt            | AHL totalt | 112 | 15 | 44 | 59 | 62  | 3  | 0 | 0 | 0 | 2  |
| WHL totalt | WHL totalt            | WHL totalt | 205 | 20 | 57 | 77 | 128 | 10 | 1 | 4 | 5 | 6  |